# Syllitosimilis aberrans
Syllitosimilis aberrans är en skalbaggsart som beskrevs av Mckeown 1945. Syllitosimilis aberrans ingår i släktet Syllitosimilis och familjen långhorningar. Inga underarter finns listade i Catalogue of Life.